# Eugène Foulquier
Pour les articles homonymes, voir Foulquier.
Eugène Foulquier (Bordeaux, 3 mai 1801 - Quimper, 11 septembre 1899) est un peintre et photographe français.

## Biographie
Eugène Foulquier est un pionnier de la photographie, actif à Bordeaux, Paris, puis en Bretagne. Foulquier a utilisé la technique du  daguerréotype.

## Collections
- Archives municipales de Quimper[4]
- Musée de Nouvelle-Zélande Te Papa Tongarewa